# Ballymahon
Ballymahon (irl. Baile Uí Mhatháin) – miasteczko w Irlandii, w prowincji Leinster, w hrabstwie Longford. Według danych szacunkowych Głównego Urzędu Statystycznego Irlandii, w kwietniu 2016 roku miejscowość liczyła 1 877 mieszkańców. Miasto położone jest nad rzeką Inny.
W mieście znajduje się kościół rzymskokatolicki pw św. Mateusza, który został zbudowany w 1906 r. i jest zbudowany w stylu gotyckim, a znajduje się na północno-zachodniej stronie Ballymahon.